# Masja (film fra 2020)
 For alternative betydninger, se Masja. (Se også artikler, som begynder med Masja)
Masja (russisk: Маша) er en russisk thrillerfilm fra 2020 instrueret af Anastasija Paltjikova.
Filmen deltog ved filmfestivalen Kinotavr og vandt prisen “Bedste debutantfilm”.

## Handling
Den unge kvinde Masja er i en gruppe af venner, der alle er voldelige hooligans. De elsker hende og beskytter hende, og hun synger jazz for dem. Men pludselig går den brutale sandhed om vennerne op for Masja.

## Medvirkende
- Anna Tjipovskaja som Masja
- Maksim Sukhanov
- Sergej Dvojnikov som Tresjka
- Iris Lebedeva som Lena
- Aleksandr Mizev som Andrej